# Эрдё, Петер
Пе́тер Э́рдё (венг. Erdő Péter; 25 июня 1952, Будапешт, Венгрия) — венгерский кардинал. Титулярный епископ Пуппи и вспомогательный епископ Секешфехервара с 5 ноября 1999 по 7 декабря 2002. Архиепископ Эстергома-Будапешта и примас Венгрии с 7 декабря 2002. Кардинал-священник с титулом церкви Санта-Бальбина с 21 октября 2003 по 29 марта 2023. Кардинал-священник с титулом церкви Санта-Мария-Нуова с 29 марта 2023. Председатель Европейской епископской конференции с 6 октября 2006.

## Образование и священство
Петер Эрдё родился 25 июня 1952 года в Будапеште, в многодетной семье немцев. Петер был первым из шести детей доктора Шандора Эрдё (dr. Erdő Sándor) и Марии Кишш (Kiss Mária). Изучал католическое богословие и философию в Эстергомской семинарии, центральной Семинарии Будапешта и в Папском Латеранском Университете в Риме. Получил докторскую степень в богословии и каноническом праве в 1976 году.
18 июня 1975 года был рукоположён во священника. Рукоположение совершил в кафедральной базилике Будапешта титулярный епископ Джиро ди Тарасия Ласло Лекаи — апостольский администратор Эстергома (будущий кардинал). Работал впоследствии викарием в Дороге.
Впоследствии работал в Риме с 1977 по 1980 год. С 1980 по 1988 год Эрдё — профессор богословия в семинарии Эстергома и приглашённый профессор на факультете канонического права Папского Латеранского университета с 1986 по 2002 год. Секретарь комиссии канонического права Венгерской епископской конференции с 1986 по 1999 год. Председатель Венгерской епископской конференции с 1999 года.
С 1988 года Петер Эрдё ординарный профессор богословия на теологическом факультете Католического университета имени Петера Пазманя, с 1997 по 1998 год декан факультета, а позднее с 1998 по 2003 год канцлер (президент) этого университета.

## Епископ и кардинал

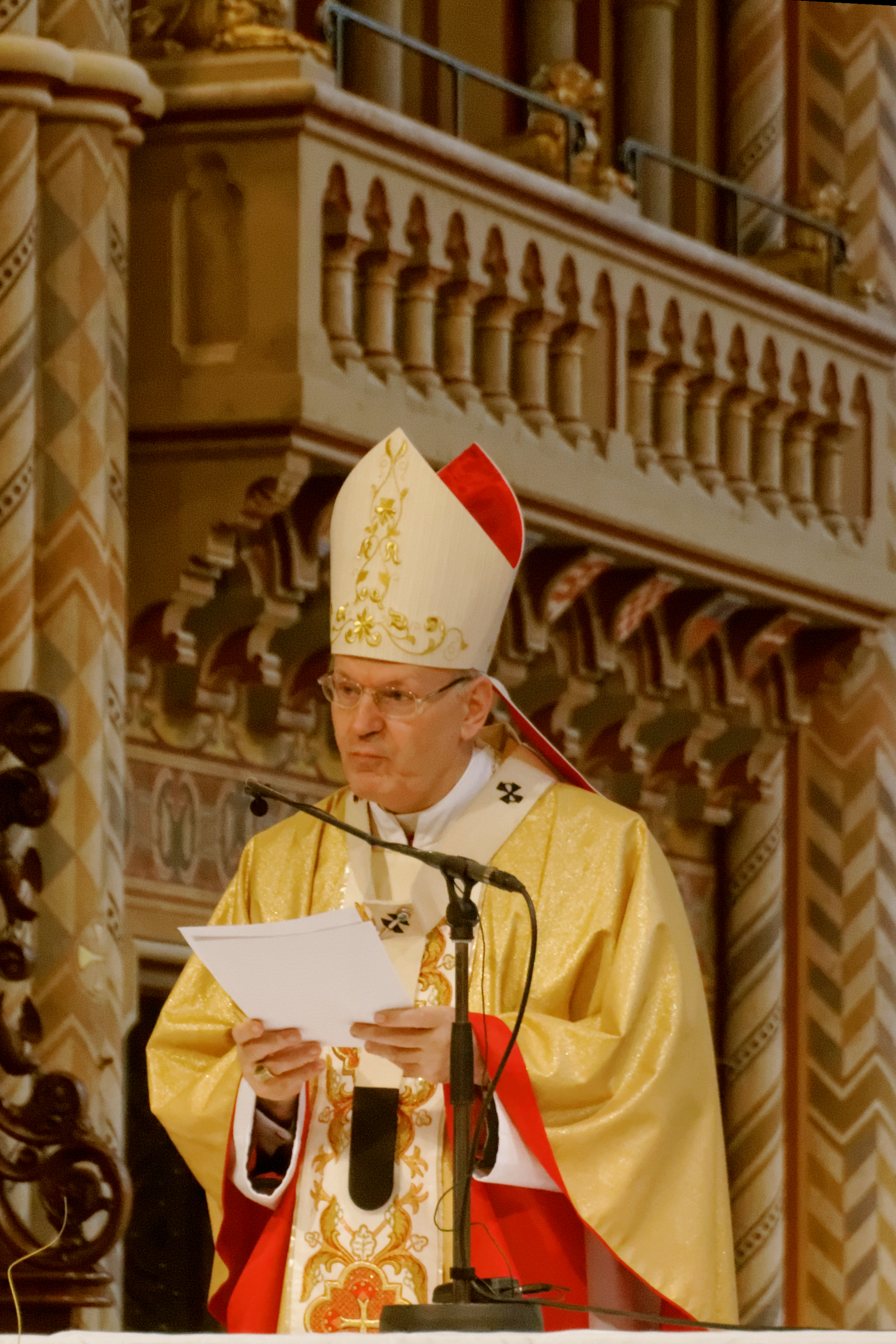
2013

5 ноября 1999 года избран титулярным епископом Пуппи и вспомогательным епископом Секешфехервара. Ординацию совершил 6 января 2000 года в патриаршей Ватиканской базилике Папа римский Иоанн Павел II, которому помогали Джованни Баттиста Ре — титулярный архиепископ Весковьо и заместитель Государственного секретаря Святого Престола, а также Марчелло Дзаго титулярный архиепископ Росселе — секретарь Конгрегации Евангелизации Народов.
С 7 декабря 2002 года Эрдё архиепископ Эстергома-Будапешта (после отставки кардинала Ласло Пашкаи). Иоанн Павел II возвёл его в 21 октября 2003 года в кардиналы-священники с титулом церкви Санта-Бальбина.
Эрдё с момента своего возведения в кардиналы и до консистории от 20 ноября 2010 года был самым молодым членом Коллегии кардиналов, и может продолжать осуществлять своё право участвовать в любом будущем Конклаве до своего 80-летия в 2032 году.
Эрдё был одним из кардиналов-выборщиков, которые участвовали в Конклаве 2005 года, который избрал папу римского Бенедикта XVI.
7 сентября 2005 года переизбран на пять лет на должность председателя Венгерской епископской конференции. А 6 октября 2006 года в Санкт-Петербурге (Россия) избран на пять лет председателем Европейской епископской конференции.
Петер Эрдё до 20 ноября 2010 года был самым молодым кардиналом Римско-католической церкви, в этом качестве его сменил немецкий кардинал Рейнхард Маркс.
Кардинал Эрдё был одним из кардиналов-выборщиков, которые участвовали в Конклаве 2013 года, который избрал папу римского Франциска.
29 марта 2023 года кардинал-декан Джованни Баттиста Ре сообщил ему, что Папа Франциск присвоил ему кардинальский титул Санта-Мария-Нуова. Он вступил во владение титулом 1 июля 2023 года.
Участник Конклава 2025 года, где был избран папа Лев XIV.